# المشراح (السبرة)

تعديل مصدري - تعديل

المشراح محلة تابعة لقرية الدجادج، التابعة لعزلة عروان بمديرية السبرة إحدى مديريات محافظة إب في الجمهورية اليمنية.، بلغ تعداد سكانها 36 حسب تعداد اليمن لعام 2004.